# Epipremnum
Epipremnum is een geslacht van bedektzadigen uit de aronskelkfamilie (Araceae), dat wordt aangetroffen in de tropische wouden van China, de Himalaya en Zuidoost-Azië, tot Australië en de eilanden in de Stille Oceaan. Het zijn groenblijvende vaste klimplanten die opklimmen aan de hand van luchtwortels. 
Alle delen van de plant zijn giftig. De planten worden soms wel meer dan 40m hoog, met bladeren van tot wel 3m lang, maar in een pot zijn de afmetingen eerder beperkt. Planten uit dit geslacht, zoals bijvoorbeeld de drakenklimop, worden in gematigde gebieden vaak als kamerplant gehouden. De jonge blaadjes zijn helder groen, vaak met onregelmatige patronen wit of geel. In het wild vinden de planten vaak een gastheer aan de hand van fototropie. Het feit dat ze zich aan andere bomen hechten, blijkt ook uit de naam van dit geslacht, die is ontleend aan het Oudgriekse έπι (epi, "op") en πρέμνον (premnon, "stam, stronk").

## Soorten
1. Epipremnum amplissimum - Queensland, Nieuw-Guinea, Salomonseilanden, Bismarck-archipel, Vanuatu
2. Epipremnum aureum – inheems in Moorea in Polynesië; groeit in het wild in Afrika, het Indische subcontinent, Queensland, Melanesië, de Seychellen, Hawaï, Florida, Costa Rica, Bermuda, West-Indië, Brazilië en Ecuador
3. Epipremnum carolinense - Micronesië
4. Epipremnum ceramense  - Molukken
5. Epipremnum dahlii - Bismarck-archipel
6. Epipremnum falcifolium - Borneo
7. Epipremnum giganteum  - Indochina (ook wel Monstera gigantea)
8. Epipremnum meeboldii  - Manipur (India)
9. Epipremnum moluccanum  - Molukken
10. Epipremnum moszkowskii  - westelijk Nieuw-Guinea
11. Epipremnum nobile  - Sulawesi
12. Epipremnum obtusum  - Papoea-Nieuw-Guinea
13. Epipremnum papuanum - Papoea-Nieuw-Guinea
14. Epipremnum pinnatum - wijdverbreid in Zuidoost-Azië, Zuid-China, Nieuw-Guinea, Melanesië, Noord-Australië; komt eveneens voor in West-Indië
15. Epipremnum silvaticum - Sumatra

... · 
Aglaonema · 
Alocasia · 
Amorphophallus · 
Anthurium · 
Arum (Aronskelk) · 
Caladium · 
Calla · 
Culcasia · 
Dieffenbachia · 
Dracunculus · 
Epipremnum · 
Gymnostachys · 
Helicodiceros · 
Lemna (Eendenkroos) · 
Monstera · 
Philodendron · 
Pistia · 
Scindapsus · 
Spathiphyllum (Lepelplant) · 
Spirodela · 
Wolffia · 
...